# دانشگاه کمبریج
دانشگاه کِمبریج (به انگلیسی: University of Cambridge) یک دانشگاه تحقیقاتی دولتی در کمبریج واقع در کنارهٔ رودخانهٔ کَم در انگلستان است که در سال ۱۲۰۹ میلادی تأسیس شده و دومین دانشگاه قدیمی در منطقهٔ انگلیسی‌زبان و سومین دانشگاه قدیمی در جهان به‌شمار می‌آید. از آن‌جا که دانشگاه آکسفورد نیز قدمتی کهن دارد، این دو دانشگاه را، «دانشگاه‌های باستان» می‌نامند و لقب آن‌ها را آکسبریج نهاده‌اند.‌
این دانشگاه در بسیاری از رشته‌ها بهترین دانشگاه جهان است و در همهٔ رشته‌ها همواره از بهترین‌های دنیا محسوب می‌شود و دانشجویان این دانشگاه از بهترین دانشجویان و گزینشی‌ترین آنان در جهان هستند.
طبق مقاله‌ای در سایت US News هیچ دانشگاهی مانند این دانشگاه در تغییر جهان نقش نداشته‌است. طبق رتبه‌بندی شانگهای دانشگاه کمبریج در رتبهٔ سوم دانشگاه‌های جهان قرار دارد.

## تاریخچه

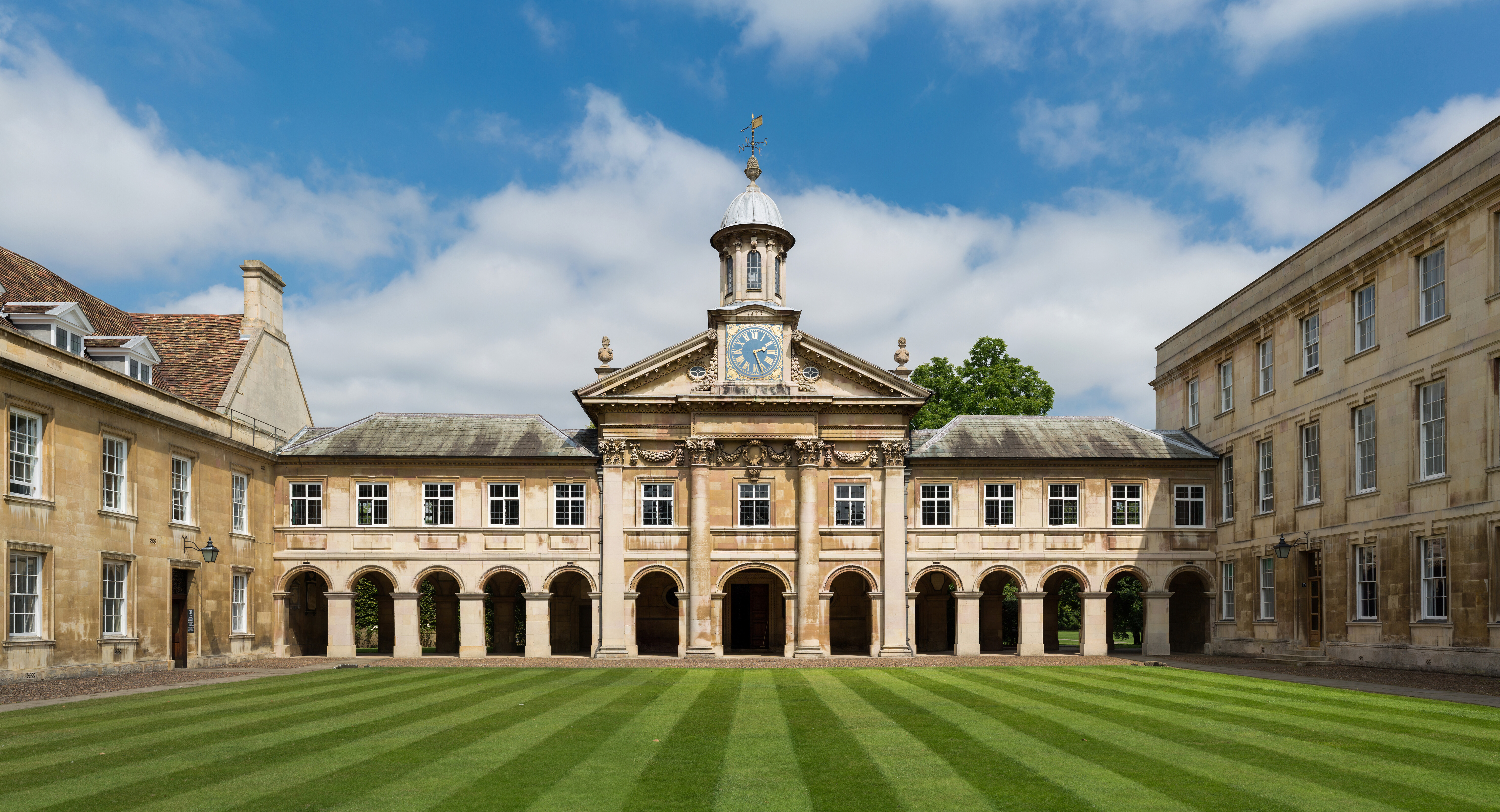
امانوئل کالج، کمبریج یکی از کالج‌های تشکیل دهنده دانشگاه کمبریج است. این کالج در سال ۱۵۸۴ توسط سر والتر میلدمی، وزیر خزانه‌داری الیزابت اول تأسیس شد. مکانی که کالج در آن قرار دارد زمانی محل اقامت راهبان دومینیکن بوده‌است و تالار کالج بر روی پایه‌های شبستان صومعه ساخته شده‌است. امانوئل یکی از ۱۶ کالج قدیمی است که قبل از قرن هفدهم تأسیس شده‌است.

نخستین سند رسمی که به تأسیس دانشگاه کمبریج اشاره می‌کند سندی است مربوط به هنری سوم انگلستان که به دانشگاه کمبریج اجازهٔ تربیت اعضای خود و یک‌سری امتیازاتی همچون معافیت‌های مالیاتی را می‌دهد. سند بعدی نیز گرگوری نهم در سال ۱۲۳۳ در این ارتباط دارد که به دانش‌آموختگانِ این دانشگاه اجازهٔ تدریس به جامعهٔ مسیحی را می‌دهد.
فرایند آموزش در کمبریج در طول جنگ جهانی اول به‌شدت مختل شد، زیرا ۱۴ هزار نفر از اعضای این دانشگاه در جنگ حضور یافتند و دو هزار و ۴۷۰ نفر از آنها جان خود را از دست دادند. اما در طول جنگ جهانی دوم کمبریج با افزایش شدید تعداد دانشجویان مواجه شد که ناشی از شهرت و موفقیت‌های دانشمندان کمبریج بود. کمبریج یکی از هشت دانشگاه بریتانیایی بود که در مجلس بریتانیا جایگاه داشت که این حق در سال ۱۹۵۰ به‌واسطهٔ تصویب قانون نمایندگی مردم در سال ۱۹۴۸ منتفی اعلام شد.

### دانشکده‌ها
تأسیس دانشکده‌های دانشگاه کمبریج کاملاً اتفاقی بود و از روز اول قرار بر تأسیس چنین جاهایی نبود. عمر هیچ‌کدام از دانشکده‌های موجود در کمبریج به اندازهٔ عمر خود دانشگاه کمبریج نمی‌رسد. اما با این حال، اولین دانشکدهٔ این دانشگاه با نام پیترهوس (Peterhouse) در سال ۱۲۸۴ تأسیس شد. بعد از آن و خصوصاً در قرون چهاردهم و پانزدهم نیز دانشکده‌های دیگری نیز تأسیس شدند.
دانشکده‌های کمبریج از محصولات فرعی تأسیس دانشگاه بوده‌اند، هیچ دانشکده‌ای در جهان وجود ندارد که قدیمی‌تر از دانشگاهش باشد. دانشکده‌ها به دانشجویان کمک‌هزینهٔ تحصیلی اعطا می‌کردند. کمبریج همچنین دارای مراکزی بدون کمک‌هزینه بود که خوابگاه نامیده می‌شدند و طی قرن‌های مختلف و به‌تدریج جذب دانشکده‌ها شدند. اولین دانشکدهٔ کمبریج با نام پیترهاوس در سال۱۲۸۴ توسط اسقف الی تأسیس شد و بسیاری از دیگر دانشکده‌های این دانشگاه در قرن‌های پانزدهم و شانزدهم راه‌اندازی شدند. جدیدترین دانشکدهٔ این دانشگاه رابینسون نام داشته و در دههٔ ۱۹۷۰ تأسیس شده‌است و کالج هومرتن که در مارس ۲۰۱۰ از شکل انجمن به دانشکدهٔ کامل تبدیل شد، از این رو می‌توان آن را جدیدترین دانشکدهٔ کمبریج نامید.

### تحصیلات زنان
در ابتدا تنها مردان حق تحصیل در کمبریج را داشتند اما در سال ۱۸۶۹ اولین دانشکدهٔ زنان با نام گیرتن تأسیس شد و پس از آن دانشکدهٔ نیونهام در سال ۱۸۷۲، دانشکدهٔ هاگز هال در سال ۱۸۸۵؛ نیوهال در سال ۱۹۵۴ و دانشکدهٔ لوسی کاوندیش در سال ۱۹۶۵ ویژهٔ زنان تأسیس شدند. تلاش برای تبدیل کردن زنان به اعضای دائمی کمبریج تا سال ۱۹۴۸ موفقیت‌آمیز نبود.
از سال ۱۹۲۱ به دانشجویان زن مدرک دیپلم اعطا شد و از آنجایی که دانشجویان زن برای تحصیل در دورهٔ لیسانس پذیرفته نمی‌شدند، سهمی از مدیریت امور دانشکده‌ها نداشتند، زیرا در کمبریج هر دانشکده مستقل بوده و از دارایی و درآمد مخصوص به‌خود برخوردار است. از سال۱۹۷۲ تا ۱۹۸۸ دانشکده‌های مردانهٔ کمبریج پذیرش دانشجویان زن را آغاز کردند و در سال ۱۹۷۹ اولین دانشکدهٔ زنان کمبریج نیز آغاز به پذیرش دانشجویان مرد کرد. اما کمبریج همچنان تنها دانشگاهی در بریتانیاست که در آن دانشکده‌هایی وجود دارند که تحصیل مردان در آنها ممنوع است.
اولین دانشکدهٔ خانم‌ها با نام کالج گیرتن، توسط امیلی دیویس در سال ۱۸۶۹ تأسیس شد؛ بعد از آن و در سال ۱۸۷۲ دانشکدهٔ نون‌هام تشکیل شد. کالج‌های دیگری نیز برای خانم‌ها در سال‌های ۱۸۸۵، ۱۹۵۴ و ۱۹۶۵ تشکیل یافت. اولین امتحانی که از دانشجویان خانم گرفته شد در سال ۱۸۸۲ بود ولی تا سال ۱۹۴۸ خانم‌ها به‌عنوان عضو کامل دانشگاه محسوب نمی‌شدند.

## موقعیت
مرکز اصلی دانشگاه در شهر کمبریج قرار دارد و بیشتر دانشجویان در همین شهر ساکن هستند. دانشجویان ساکن حدود ۲۰٪ کل جمعیت شهر را تشکیل می‌دهند.

## ساختار

### دانشکده‌ها
کمبریج دانشگاهی ائتلافی است، به این مفهوم که متشکل از دانشکده‌هایی خودمختار و مستقل است که هریک دارایی و درآمد مخصوص‌به‌خود را دارند. بیشتر این دانشکده‌ها دانشجویان و استادان را از سطوح و درجات مختلف گرد هم آورده و در هر یک از هیئت‌های علمی می‌توان اساتیدی را از دانشکده‌ها مختلف یافت.
وظیفهٔ هیئت‌های علمی هماهنگی کلاس‌های درسی، برگزاری سمینارها، انجام تحقیقات و تعیین سرفصل درس‌ها است و عملکرد این هیئت زیر نظر یک هیئت عمومی قرار دارد. این مجموعه‌ها در کنار یکدیگر دانشگاه کمبریج را به‌وجود می‌آورند که ریاست کلی آن به عهدهٔ مدیر کل دانشگاه یا صدراعظم دانشگاه است.
کمبریج ۳۱ دانشکده دارد که سه دانشکدهٔ موری ادواردز، نیونهام و لوسی کاوندیش ویژهٔ زنان است. دانشکدهٔ داروین تنها مرکزی است که از ابتدا دانشجویان مرد و زن را هم‌زمان ثبت نام می‌کرد. همهٔ رشته‌ها در همهٔ دانشکده‌های کمبریج وجود ندارند اما بیشتر آنها تلاش دارند تا طیفی تقریباً کامل از رشته‌های تحصیلی را ارائه دهند.
تمام دانشجویان عضوی یکی از این دانشکده‌ها هستند.
کمبریج ۳۱ دانشکده دارد که از این میان، ۳ دانشکده فقط مخصوص خانم‌ها و باقی دانشکده‌ها مختلط است. البته پیش‌تر و در سال‌های دور همهٔ دانشکده‌ها فقط برای مردها بودند.

هزینه‌های دانشکده‌ها نیز برای دانشجویان (اقامت و تغذیه) بستگی به دانشکده دارد و با هم فرق دارند.

### دپارتمان
کمبریج در کنار ۳۱ کالج خود ۱۵۰ دپارتمان، مؤسسه و مرکز دارد که اعضای آنها معمولاً از اعضای دانشکده‌ها بوده و مدیریت برنامهٔ آموزشی کل دانشگاه را به عهده دارند. کمبریج همچنین از مرکزی به نام مؤسسهٔ ادامه‌تحصیل برخوردار است که ویژهٔ تحصیلات پاره‌وقت بنیان‌گذاری شده‌است. ریاست کنونی دانشگاه کمبریج به عهدهٔ دیوید سینزبری است، وی از سال ۲۰۱۱ و پس از بازنشستگی دوک ادینبرگ برای این سمت انتخاب شد.

### مدیریت مرکزی
ریاست دانشگاه بیشتر تشریفاتی بوده و مدت زمان مشخصی ندارد. این ریاست در حال حاضر در اختیار پروفسور لسزک بوریسیوکز است.

### سال تحصیلی
هر سال تحصیلی بر اساس قوانین دانشگاه به ۳ دوره (ترم) تقسیم می‌شود. یک ترم از ماه اکتبر تا دسامبر. ترم دیگر از ژانویه تا مارس و ترم دیگر از آوریل تا ژوئن.
مدت زمان ترم‌ها به نسبت دانشگاه‌های دیگر بسیار کوتاه است.

### امور مالی
دانشگاه کمبریج ثروتمندترین دانشگاه در کل بریتانیا و قارهٔ اروپا است. دارایی این دانشگاه در سال ۲۰۱۱ برابر بود با ۴٫۱ میلیارد یورو که از این رقم ۱٫۶ میلیارد یورو مستقیماً مربوط به خود دانشگاه و ۲٫۷ میلیارد یورو مربوط به دانشکده‌هاست. (دارایی دانشگاه آکسفورد در سال ۲۰۱۱ برابر بود با ۳٫۳ میلیارد یورو).
بودجهٔ عملیاتی این دانشگاه ۱ میلیارد دلار در هر سال است.
عمدتاً درآمد دانشگاه کمبریج توسط دولت انگلیس به‌خاطر تدریس و تحقیقات علمی به دانشگاه داده می‌شود. در سال ۲۰۰۶ و ۲۰۰۷ حدود یک‌سوم درآمد این دانشگاه را دولت انگلیس به‌خاطر تحقیقات پرداخته کرده بود. همچنین انتشارات دانشگاه کمبریج نیز محل خوبی برای کسب درآمدهای بالا برای این دانشگاه است.

## کلکسیون‌ها
کمبریج دارای ۱۱۴ کتابخانه است که اصلی‌ترین آنها کتابخانهٔ دانشگاه کمبریج است که هشت میلیون نسخه کتاب در آن وجود دارد. هر دانشکده دارای کتابخانه مخصوص‌به‌خود است، برای مثال دانشکدهٔ تاریخ از کتابخانه‌ای به‌نام سیلی برخوردار است که بیش از ۱۰۰ هزار نسخه کتاب تخصصی در آن یافت می‌شود. دانشکده‌های‌های قدیمی‌تر بیش از یک کتابخانه در اختیار دارند. برای مثال کتابخانهٔ ورن کالج ترینیتی ۲۰۰ هزار نسخه کتاب موجود است که پیش از سال ۱۸۰۰ چاپ شده‌اند. این دانشگاه همچنین دارای هشت موزهٔ هنری، فرهنگی، علمی و باغ‌های گیاه‌شناسی است.

## زندگی دانشجویی

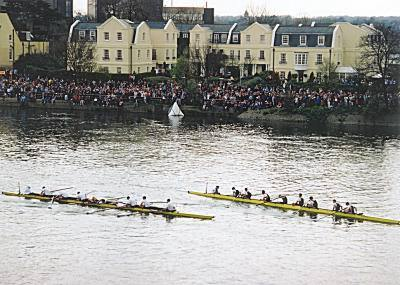
مسابقات قایقرانی دانشگاه در سال ۲۰۰۲

### اتحادیهٔ دانشجویی دانشگاه کمبریج
تمامی دانشجویان جدیدالورود به‌محض رسیدن به شکل خودکار عضو این اتحادیه می‌شوند. این اتحادیه در سال ۱۹۶۴ تأسیس شده‌است.

### ورزش
روئینگ یکی از ورزش‌های محبوب در کمبریج است. معمولاً دانشکده‌های مختلف در این رشته با هم مسابقاتی نیز می‌دهند.

### انجمن‌ها
انجمن‌های دانشجویی زیادی در دانشگاه کمبریج وجود دارد که توسط خود دانشجویان اداره می‌شود. این انجمن‌ها معمولاً مسئول برگزاری جلسات و گفتگوها در موضوعات مختلف هستند.

### رادیو و روزنامه
دانشجویان این دانشگاه روزنامه‌های مختلفی را به چاپ رسانده و حتی شبکه‌ای رادیویی به نام «کم اف‌ام» را به راه انداخته‌اند.

## دانشجویان مشهور دانشگاه

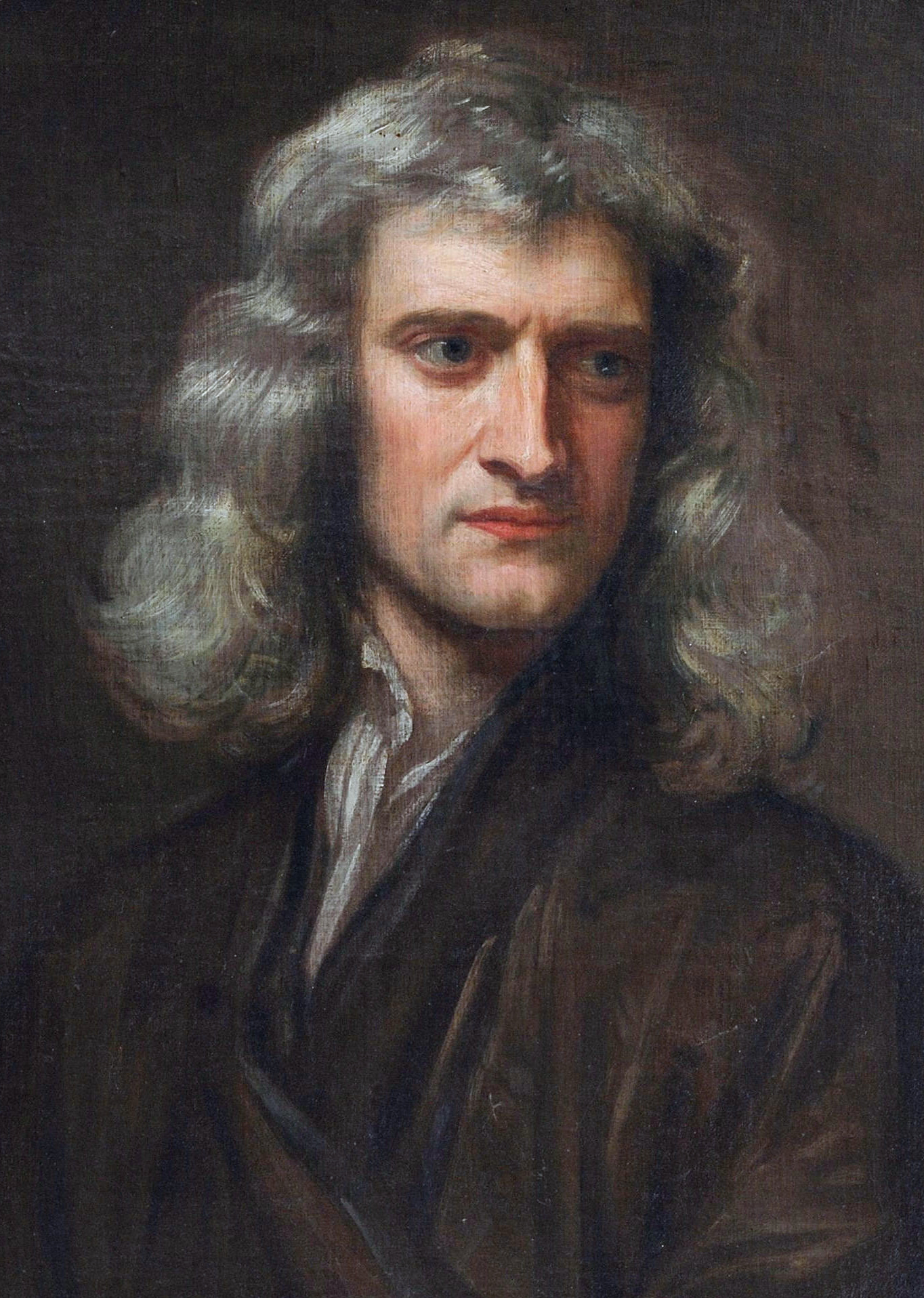
آیزاک نیوتن از دانشجویان کمبریج بود.

- آیزاک نیوتن که بیشتر عمر خود را در این دانشگاه گذراند و خیلی از آزمایشاتش را در همین دانشگاه انجام داد.
- فرانسیس بیکن
- چارلز داروین
- لودویگ ویتگنشتاین
- استیون ویلیام هاوکینگ
- آلن تورینگ
- سرینیواسا رامانوجان